# Adrie Koster
 Adrianus Cornelis ("Adrie") Koster (Zierikzee, 18 november 1954) is een Nederlandse voetbaltrainer en voormalig profvoetballer.

## Carrière

### Speler
Koster was een technisch begaafde rechtsbuiten die in zijn jeugd voor amateurclub VV Zierikzee speelde. Hij werd daar op zijn veertiende jaar lid en kwam op zijn achttiende in het eerste team in de Derde klasse. In 1977 nam Roda JC hem over. Koster was toen al ruim de twintig gepasseerd en geldt dan ook als een beetje een laatbloeier. Hij verbleef tot 1979 bij Roda JC en in zesenvijftig competitiewedstrijden scoorde hij twaalf keer. In het seizoen 1978-1979 bezette Roda zeer verrassend tussen de 11 ronden 13 en 23 (12-11-1978 – 8-4-1979) 9 ronden de eerste plaats van de 18 eredivisieclubs. In de eerste 12 ronden tussen 26-8-1978 en 5-11-1978 was Roda de competitie al zeer sterk gestart met klasseringen als 2de en 3de, waarbij Roda alleen Ajax en soms ook PSV voor zich moest dulden op de ranglijst. In de slotfase, tussen ronden 28 en 34 (6-5-1979 – 10-6-1979) was Roda teruggevallen naar positie 5 in de eredivisie, de laagste klassering dat seizoen, desalniettemin een zeer knap eindresultaat; Roda was toen voorbijgestreefd door de traditionele top-4, Ajax, Feyenoord, PSV, AZ. In juli 1979 nam PSV hem over, waar het een periode werd die vooral in de laatste 2 seizoenen 1981/82 en 1982/83 getekend werd door vele lichte en zware blessures voor Koster. Van 1979 tot 1983 speelde hij veertig competitiewedstrijden en zeven Europese wedstrijden voor PSV. Met PSV bereikte Koster successievelijk de derde, vijfde, tweede en derde plaats in de eredivisie. Koster kwam in totaal driemaal uit voor Nederland in de tweede helft van 1978, toen Koster bij Roda JC onder contract stond; tegen IJsland (3–0 thuiswinst), Oost-Duitsland (3–0 thuiswinst) en West-Duitsland (3–1 uitverlies). Hij kwam in deze wedstrijden niet tot scoren.

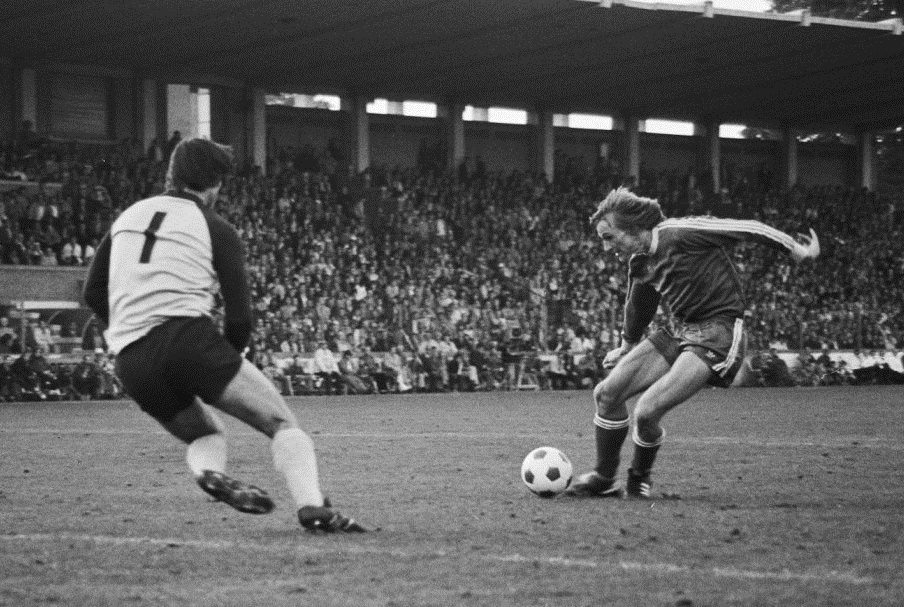
Koster scoort voor PSV (29 september 1979, Tilburg, Willem II-PSV 1-1).

### Statistieken als speler
| Seizoen | Club    | Land      | Competitie | Duels | Goals |
| ------- | ------- | --------- | ---------- | ----- | ----- |
| 1977/78 | Roda JC | Nederland | Eredivisie | 30    | 6     |
| 1978/79 | Roda JC | Nederland | Eredivisie | 26    | 6     |
| 1979/80 | PSV     | Nederland | Eredivisie | 13    | 6     |
| 1980/81 | PSV     | Nederland | Eredivisie | 26    | 6     |
| 1981/82 | PSV     | Nederland | Eredivisie | 0     | 0     |
| 1982/83 | PSV     | Nederland | Eredivisie | 1     | 0     |
| Totaal  | Totaal  | Totaal    | Totaal     | 96    | 24    |

### Trainer
Koster werd vervolgens assistent-trainer van Eindhoven en Willem II, waarna hij in 1990 hoofdtrainer van de Tilburgers werd. Met Roda JC behaalde Koster in 1992 de finale van de KNVB Beker, waarin tegenstander Feyenoord te sterk bleek. Koster werd in maart 1993 ontslagen bij Roda JC.
In de Eerste divisie werd hij hoofdtrainer van Helmond Sport, TOP Oss en Excelsior, waarmee Koster in 2002 promoveerde naar de Eredivisie en een jaar later degradeerde. Na een seizoen bij VVV-Venlo gaf RKC Waalwijk hem weer een kans op het hoogste niveau, waarmee hij in zijn eerste seizoen op de twaalfde plaats eindigde. Op 27 november 2006 werd Koster door RKC ontslagen vanwege tegenvallende resultaten in het seizoen 2006/07. Ook assistent-trainer Ton Verkerk moest opstappen. Koster werd opgevolgd door Mark Wotte. Op 9 april werd bekend dat Koster samen met Aron Winter de jeugd van Ajax ging trainen.
Op 9 oktober 2007 werd Koster aangesteld als interim-hoofdtrainer bij Ajax. Hij volgde de naar Chelsea vertrokken Henk ten Cate op. Ten Cates assistenten, Hennie Spijkerman en Alfons Groenendijk, bleven ook onder Koster assistent-trainer. Dit trio maakte het seizoen 2007/08 af. Op 11 maart 2008 werd bekend dat Koster, na een gesprek met Marco van Basten, in het seizoen 2009/09 terugkeerde als hoofdtrainer van Jong Ajax. Hij maakte hiermee een einde aan de speculaties over een eventuele terugkeer naar PSV als assistent-trainer onder Huub Stevens. Met Jong Ajax veroverde hij in 2009 de landstitel in de Beloften Eredivisie.
Op 7 april 2009 verbond Koster zich als hoofdtrainer aan Club Brugge. Hij tekende een contract voor een seizoen met de optie op een tweede. Na een goed seizoensbegin in 2009/10 werd dit contract al snel met twee jaar verlengd. Gedurende 2010 werden de resultaten van Club Brugge geleidelijk aan minder, maar Koster, die door de supporters op handen werd gedragen, bleef in het zadel. Tijdens het seizoen 2010/11 was het begin moeizaam, maar na de winterstop kreeg Koster zijn ploeg weer op de rails. Na een grondige evaluatie (en de nodige twijfel) door het (intussen vernieuwde) clubbestuur, bleef Koster als hoofdtrainer aan in seizoen 2011/12. Ook hier speelde zijn goede relatie met de supporters waarschijnlijk een belangrijke rol; op de slotspeeldag tegen Gent (met hoofdtrainer Francky Dury) werd de steun in Koster meermaals getoond via spreekkoren. Zo werd de naam van Adrie Koster de hele wedstrijd door meermaals gescandeerd en werd er ook "Zonder Dury!" geroepen.
Na vier nederlagen op rij werd Koster op 30 oktober 2011 ontslagen door Club Brugge, kort na de 4–5 thuisnederlaag tegen het KRC Genk van trainer Mario Been. Hij werd er opgevolgd door de Duitser Christoph Daum.
In januari 2012 werd Koster door de KNVB aangesteld als bondscoach van het nieuw ingestelde Nederlands Beloftenelftal, dat de kloof tussen het Nederlands voetbalelftal onder 19 en het Nederlands voetbalelftal onder 21 (Jong Oranje) moest verkleinen.
In juni 2012 werd Koster aangesteld als de nieuwe trainer van Beerschot AC. Hij tekende voor twee jaar, maar werd al in november 2012 ontslagen. Onder zijn leiding pakte Beerschot zeventien punten in een gelijk aantal wedstrijden.
In 2014 werd Koster aangesteld als bondscoach van Jong Oranje, waar hij de opvolger werd van Albert Stuivenberg. Op 23 oktober 2014 nam hij ontslag, nadat hij vier wedstrijden achter elkaar had verloren Toen Huub Stevens een maand later werd aangesteld als hoofdtrainer bij VfB Stuttgart, ging Koster met hem mee als assistent.
Op 26 augustus 2015 werd Koster aangesteld als assistent-bondscoach van Saoedi-Arabië, waar hij kwam te werken onder leiding van bondscoach Bert van Marwijk.
Per 1 juli 2018 werd Koster voor de tweede keer aangesteld als hoofdtrainer van Willem II, waarmee hij zich voor de vierde keer in de clubhistorie wist te plaatsen voor de KNVB Bekerfinale, waarin Ajax met 0–4 te sterk was. Willem II speelde zich ook ruim voor het einde van de Eredivisie veilig. In het seizoen 2019/20 stond het bij het stoppen van de competitie door COVID-19 op een knappe vijfde plaats. Het seizoen erop stonden ze na 18 wedstrijden op een zeventiende plaats, waardoor Koster werd ontslagen.
Per 1 juli 2024 is Koster werkzaam als assistent-trainer voor de net gedegradeerde Eredivisionist, SBV Excelsior.
Hij heeft een contract voor een jaar (tot de zomer van 2025).